# Fânzeres
Fânzeres é uma vila portuguesa do Município de Gondomar, no Distrito do Porto, que foi sede da extinta Freguesia de Fânzeres que tinha 8,07 km² de área e 23 108 habitantes (2011). 
A Freguesia de Fânzeres foi extinta em 2013, no âmbito de uma reforma administrativa nacional, para, em conjunto com a freguesia de São Pedro da Cova, formar uma nova freguesia denominada Fânzeres e São Pedro da Cova da qual é a sede.
A freguesia de Fânzeres era limitada a norte pela freguesia de Baguim do Monte, a nascente pelo município de Valongo e por São Pedro da Cova, a sul por São Cosme e a poente por Rio Tinto.
A povoação de Fânzeres foi elevada à categoria de vila em reunião plenária da Assembleia da República de 30 de Junho de 1989. Este evento consta do Diário da Assembleia da República, I Série, n.º 99 de 1 de Julho de 1989, tendo sido publicado como Lei n.º 63/89 de 24 de Agosto no Diário da República, I Série n.º 194.
O nome desta terra é notoriamente de origem germânica.[carece de fontes?] Pertenceu ao extinto concelho de Aguiar de Sousa antes de passar para o concelho (atual município) de Gondomar.

## População
| População da freguesia de Fânzeres | População da freguesia de Fânzeres | População da freguesia de Fânzeres | População da freguesia de Fânzeres | População da freguesia de Fânzeres | População da freguesia de Fânzeres | População da freguesia de Fânzeres | População da freguesia de Fânzeres | População da freguesia de Fânzeres | População da freguesia de Fânzeres | População da freguesia de Fânzeres | População da freguesia de Fânzeres | População da freguesia de Fânzeres | População da freguesia de Fânzeres | População da freguesia de Fânzeres |
| ---------------------------------- | ---------------------------------- | ---------------------------------- | ---------------------------------- | ---------------------------------- | ---------------------------------- | ---------------------------------- | ---------------------------------- | ---------------------------------- | ---------------------------------- | ---------------------------------- | ---------------------------------- | ---------------------------------- | ---------------------------------- | ---------------------------------- |
| 1864                               | 1878                               | 1890                               | 1900                               | 1911                               | 1920                               | 1930                               | 1940                               | 1950                               | 1960                               | 1970                               | 1981                               | 1991                               | 2001                               | 2011                               |
| 1 877                              | 2 122                              | 2 773                              | 3 309                              | 3 818                              | 4 217                              | 5 474                              | 6 688                              | 7 643                              | 8 783                              | 10 888                             | 14 362                             | 17 126                             | 22 007                             | 23 108                             |

| Distribuição da População por Grupos Etários | Distribuição da População por Grupos Etários | Distribuição da População por Grupos Etários | Distribuição da População por Grupos Etários | Distribuição da População por Grupos Etários | Distribuição da População por Grupos Etários | Distribuição da População por Grupos Etários | Distribuição da População por Grupos Etários | Distribuição da População por Grupos Etários | Distribuição da População por Grupos Etários |
| -------------------------------------------- | -------------------------------------------- | -------------------------------------------- | -------------------------------------------- | -------------------------------------------- | -------------------------------------------- | -------------------------------------------- | -------------------------------------------- | -------------------------------------------- | -------------------------------------------- |
| Ano                                          | 0-14 Anos                                    | 15-24 Anos                                   | 25-64 Anos                                   | > 65 Anos                                    |                                              | 0-14 Anos                                    | 15-24 Anos                                   | 25-64 Anos                                   | > 65 Anos                                    |
| 2001                                         | 4 133                                        | 3 082                                        | 12 713                                       | 2 079                                        |                                              | 18,8%                                        | 14,0%                                        | 57,8%                                        | 9,4%                                         |
| 2011                                         | 3 973                                        | 2 621                                        | 13 529                                       | 2 985                                        |                                              | 17,2%                                        | 11,3%                                        | 58,5%                                        | 12,9%                                        |

## Património
- Quinta de Montezelo, que assume mais representatividade e expressão pela qualidade arquitectónica. Construída em 1636, esta habitação pertenceu, no século passado, ao escritor portuense Joaquim Pamplona e Castro. À entrada foi edificada, em 1703, a Capela de Nossa Senhora da Conceição
- Igreja Paroquial de Fânzeres, onde está instalado um museu de arte sacra
- Capela de Nossa Senhora de Fátima (Manariz), inaugurada a 19 de Abril de 1959.
- Solar dos Araújos Rangeis
- Casa dos Jorges de Santa Eulália, cuja construção data do século XVIII

## Locais da vila de Fânzeres para visitar
- "Soldado do Ultramar" - É um monumento inaugurado em 1971 que tem como objetivo homenagear todos os Soldados Gondomarenses mortos na Guerra Colonial. Junto à estátua do Soldado do Ultramar existe uma lápide com os 62 nomes dos Soldados que perderam a vida na já referida Guerra Colonial.
- Largo Júlio Dinis - O Largo Júlio Dinis mais conhecido pelos habitantes como Largo da Costa é também um local a visitar. Sofreu recentemente obras de melhoramento. No Largo encontra-se o Padrão Centenário da Pátria que foi construído em 1940. Neste monumento estão esculpidos a Cruz de Avis, o Escudo Nacional a Cruz de Cristo. No verso tem ainda o Escudo de Fânzeres.
- Igreja Matriz de Fânzeres - Na fachada da Igreja encontra-se o ano de 1701. A Igreja sofreu obras de remodelação recentemente. Sem dúvida local a visitar pois tem uma beleza única.
- Capela de Santo António - Situada na Rua de Tardinhade a capela foi reconstruída nos finais da década de 50 do século XX. O acesso à capela faz-se por uma porta retangular revestida a granito. Devida à sua pequena dimensão a Capela tem apenas bancos individuais e o seu interior é revestido com azulejos com motivos florais, em tons de castanho, azul e branco. Uma Capela de uma beleza única.
- Capela de Santa Bárbara - Construída em 1697, com verbas reunidas pelos Fânzerenses, após uma forte trovoada que matou três pessoas. A fachada é composta por um campanário com dois sinos. O interior da Capela é revestida por azulejos com motivos florais e volutos. Na altar existem duas imagens, uma de Santa Bárbara e outra da Nossa Senhora Auxiliadora.
- Parque Urbano de Fânzeres -  O Parque Urbano de Fânzeres é a mais recente novidade na freguesia, este espaço público no meio da natureza é um local ideal para fazer uma caminhada. O Parque Urbano tem cerca de seis percursos pedonais, numa extensão de seis mil metros, e um passadiço ao longo do rio Torto. Em breve o espaço terá ainda um campo de jogos, campo canino entre outras valências para a comunidade. Um espaço agradável que merece ser visitado.

## Infraestruturas
- A Vila de Fânzeres tem um Pavilhão Desportivo, que sofreu obras de remodelação recentemente tornando-o mais moderno. Neste Pavilhão Desportivo já se realizaram jogos da I Divisão Nacional de Hóquei em Patins e jogos da Liga Europeia também da mesma modalidade.
- A Vila de Fânzeres é servida por vários meios de transportes como o autocarro e o Metro (Linha F ou Linha Laranja).

## Festas e Romarias
- Santo António, no lugar de Tardinhade (dia 13 de Junho e fim de semana seguinte)
- Santa Bárbara, Nossa Senhora Auxiliadora e São Vicente, na capela de Santa Bárbara erigida no monte com o mesmo nome (primeiro Domingo de Julho)
- São Tiago, no largo Júlio Dinis (último Domingo de Julho)
- Divino Salvador, orago da vila, no largo da igreja matriz (último Domingo de Julho)
- Além destas festas com carácter mais popular realizam-se numerosas Procissões como a de Cruzes (dia 3 de Maio) e a de Velas (dia 12 de Maio).

## Desporto
- Grupo Desportivo e Coral de Fânzeres
- Clube Futebol União Fânzerense
- Clube de Futebol Os Barreirenses
- Clube Recreativo de Fânzeres
- Sport Clube de Montezelo
- Estrelas Futebol Clube de Fânzeres